# تشيناتسو كار
تشيناتسو كار (吉良 知夏) (5 يوليو 1991 في أويتا في اليابان – )؛ هي لاعبة كرة قدم كانت تلعب كمهاجم. ولعبت مع منتخب اليابان لكرة القدم للسيدات.

## وصلات خارجية
- تشيناتسو كار على موقع الاتحاد الدولي (مؤرشف)  (الإنجليزية)
- تشيناتسو كار على موقع قاعدة بيانات كرة القدم.إي يو (الإنجليزية)
- تشيناتسو كار على موقع Soccerway.com (الإنجليزية)
- تشيناتسو كار على موقع عالم كرة القدم.نت (الإنجليزية)